# Soyuz MS-16
Soyuz MS-16 là một chuyến bay tàu vũ trụ Soyuz phóng vào tháng 4 năm 2020. Nó vận chuyển ba thành viên của đoàn Expedition 62 đến Trạm Vũ trụ Quốc tế.
Đây là lần phóng tàu Soyuz có chở người đầu tiên sử dụng tên lửa Soyuz-2.1a và chuyến bay đầu tiên không phóng từ Bệ phóng 1/5 (Gagarin's Start) tại Sân bay vũ trụ Baikonur kể từ Soyuz MS-02 vào năm 2016. Bệ phóng này đã ngưng hoạt động sau chuyến bay Soyuz MS-15 vào tháng 9 năm 2019.

## Phi hành đoàn
| Vị trí             | Phi hành gia                                                                                       |
| ------------------ | -------------------------------------------------------------------------------------------------- |
| Chỉ huy            | Anatoli A. Ivanishin, Roscosmos - Thành viên phi hành đoàn Expedition 62 - Chuyến bay vũ trụ thứ 3 |
| Kỹ sư chuyến bay 2 | Ivan V. Vagner, Roscosmos - Thành viên phi hành đoàn Expedition 62 - Chuyến bay vũ trụ đầu tiên    |
| Kỹ sư chuyến bay 1 | Christopher J. Cassidy, NASA - Thành viên phi hành đoàn Expedition 62 - Chuyến bay vũ trụ thứ 3    |

### Phi hành đoàn dự phòng
| Vị trí             | Phi hành gia                  |
| ------------------ | ----------------------------- |
| Chỉ huy            | Sergey N. Ryzhikov, Roscosmos |
| Kỹ sư chuyến bay 1 | Andrei N. Babkin, Roscosmos   |
| Kỹ sư chuyến bay 2 | Stephen G. Bowen, NASA        |